# Sphrageidus putilla
Sphrageidus putilla är en fjärilsart som beskrevs av Saalmüller 1884. Sphrageidus putilla ingår i släktet Sphrageidus och familjen tofsspinnare. Inga underarter finns listade i Catalogue of Life.